# کاوینگتن (لوئیزیانا)
کاوینگتن (به انگلیسی: Covington) شهری در ایالت لوئیزیانا کشور ایالات متحده آمریکا است که جمعیت آن در سرشماری سال ۲۰۱۰ میلادی، ۸٬۷۶۵ نفر بوده‌است.